# A Woman's Secret
A Woman's Secret is een Amerikaanse film noir uit 1949 onder regie van Nicholas Ray.

## Verhaal
De zangeres Susan Caldwell wordt met een schotwond naar het ziekenhuis gebracht. Haar vriendin Marian Washburn neemt de schuld op zich. Haar advocaat twijfelt sterk aan dat verhaal. Hij ondervraagt de mensen die verantwoordelijk zijn voor het succes van Susan.

## Rolverdeling
| Acteur          | Personage          |
| --------------- | ------------------ |
| Maureen O'Hara  | Marian Washburn    |
| Melvyn Douglas  | Luke Jordan        |
| Gloria Grahame  | Susan Caldwell     |
| Bill Williams   | Lee Crenshaw       |
| Victor Jory     | Brook Matthews     |
| Mary Philips    | Mevrouw Fowler     |
| Jay C. Flippen  | Inspecteur Fowler  |
| Robert Warwick  | Substituut Roberts |
| Curt Conway     | Arts               |
| Ann Shoemaker   | Mevrouw Matthews   |
| Virginia Farmer | Mollie             |
| Ellen Corby     | Verpleegster       |
| Emory Parnell   | Sergeant van wacht |